# Tantadruj (glasbena skupina)
Tantadruj je slovenska glasbena skupina, ustanovljena leta 1986 v Ljubljani. Skupina je prepoznavna po uglasbitvah poezije slovenskih in svetovnih pesnikov ter po značilni zvočni izraznosti, ki prepleta elemente popularne, jazzovske, klasične in ljudske glasbe.

## Člani
- Aleš Hadalin, pevec
- Boštjan Soklič, kitarist
- Mateja Blaznik, klasična kitaristka

## Zgodovina
Skupina je nastala v študentskem naselju Rožna dolina, kjer so začeli ustvarjati Aleš Hadalin, Boštjan Soklič in Mateja Blaznik. Kasneje se jim je pridružil violončelist Dino Gojo. Prvi album z naslovom Tantadruj je izšel leta 1990. Leta 1997 so izdali album Strunam, nato pa občasno snemali in nastopali z novimi glasbenimi uglasbitvami poezije.

## Fotogalerija
- Študentsko naselje, Ljubljana 1989
- FAG, Žalec 2010
- Tantadruj v Celici, Ljubljana 2015

## Umetniški slog
Skupina je znana po doslednem prepletanju poezije z akustično glasbo. Med avtorji uglasbenih besedil so France Prešeren, Dragotin Kette, Josip Murn, Ivan Cankar, Oton Župančič, William Shakespeare, Edgar Allan Poe, Aleksander Puškin in drugi. Njihova glasba pogosto izraža zadržan in melanholičen ton, s poudarkom na besedilu in interpretaciji.

## Sodelovanja
Tantadruj je sodeloval s številnimi glasbeniki, med njimi Lucija Lavbič, Malala Tina Kovačič, Boštjan Gombač, Lado Jakša, Erjan Karlović, Vid Sark in drugi. Leta 1997 so nastopili tudi v radijski oddaji Izštekani.

## Diskografija
- Tantadruj (1990)
- Strunam (1997)
- Karantanski blues (2000)
- Kar je, beži (2009)
- Pesmi iz polifona (2012)
- Vihar (2018)
- Mehurčki (2019)
- Tantadruj 1987–1991 (kompilacija, 1998)